# Elsbett

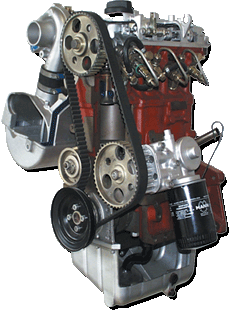
Motor Elsbett - Mais conhecido como Motor Elko

Elsbett é uma empresa que desenvolveu o motor multicombustível que pode usar tanto óleo diesel, como óleos vegetais naturais. É conhecido no Brasil como Motor Elko, que utiliza preferencialmente óleos vegetais em seu funcionamento (rendimento chegando até 42 km/l).
O Instituto Elsbett foi pioneiro no desenvolvimento de motores diesel de injeção direta (muito mais econômicos) para uso em veículos de passeio nos anos 80, muito antes de surgir o Audi TDI, tido como o pioneiro.
Na década de 1980 um carro Mercedes-Benz (190D, com motor Elsbett) ganhou todos os concursos Europeus de eficiência em combustível que participou, demostrando uma tecnologia de motores superior, tecnologia chamada duotérmica.
A empresa se especializou em fabricar sistemas para converter motores diesel em motores a base de biocombustíveis, mais especificamente óleos vegetais.
A importância desse motor reside no fato do motor ter a sua tecnologia adaptada ao combustível (que for) e não o combustível ao motor, o que permite consumir qualquer tipo de óleo mineral, animal ou vegetal, desde que, limpos.
A grande contribuição da tecnologia motriz Elsbett para os atuais dilemas energético e de clima é o fato dele permitir tanto redução de consumo, como utilização de combustíveis renováveis em sua forma natural (sem transformação química). Isto por sua vez tem uma eficiência energética total muito superior a todos os outros combustíveis alternativos no mercado atualmente.

## Óleos vegetais e biodiesel
Óleos vegetais não devem ser confundidos com biodiesel. Óleos vegetais são triglicerídeos (ou triacilgliceróis), ou seja, ésteres do álcool glicerol com ácidos graxos, enquanto que o biodiesel é formado por ésteres de álcoois simples, metanol ou etanol, com os mesmos ácidos graxos do óleo vegetal. A transformação dos óleos vegetais em biodiesel necessita de uma reação química, chamada transesterificação, que só é economicamente viável em escala industrial, com dispêndio de insumos químicos e energéticos.